# 卢达尼豪拉西
卢达尼豪拉西，是匈牙利诺格拉德州所辖的一个村。总面积21.20平方公里，总人口1582，人口密度74.6人/平方公里（2011年1月1日）。